# János Gálicz
János Gálicz (en hongrois : Gálicz János, en russe : Янош Галич), né à Tótkomlós en 1890, mort à Moscou en 1939, est un militaire hongrois qui obtint la nationalité soviétique et qui, sous le pseudonyme de "Colonel Gal", ou "Général Gal", combattit aux côtés des Républicains pendant la guerre civile espagnole.
Chef très controversé des Brigades internationales (en particulier de la XVe B.I.) il fut rappelé à Moscou et liquidé lors des Grandes Purges.

## Biographie

### Jeunesse et adhésion au communisme
Gálicz nait à Tótkomlós, alors ville de l’Empire austro-hongrois (actuellement dans le comitat de Békés, dans l’extrême Est de la Hongrie.
Fait prisonnier par les Russes sur le front oriental, il est envoyé en camp de prisonniers et devient communiste ; il participe avec les bolcheviques à la guerre civile russe.
Par la suite il sort de l’Académie militaire Frounze avec le grade de colonel.

### Guerre civile espagnole
Sous le pseudonyme de « général Gal », il commande dès le 31 janvier 1937 la XVe brigade internationale et se signale par son caractère intraitable.
Il est blessé le 15 février et remplacé par Vladimir Ćopić. Gal et Senko (Ćopić) alterneront par la suite à la tête de la XVe B.I..
Après la bataille du Jarama, 6 au 27 février 1937, les pertes ayant été énormes dans la XVe B.I., Gal réorganise les effectifs et entraîne ses troupes.
Pendant la bataille de Brunete, du 6 au 25 juillet 1937, Gal commande la 15.ª División del Ejército Popular de la República, une troupe de choc composée de la XIIIe B.I. et de la XVe B.I.. Les pertes sont énormes, les conditions extrêmes, les combats atroces - les Nationalistes ne font pas de prisonniers - et l’incompétence des chefs grande.
À Brunete, le chef d'état-major de Gal, George Montague Nathan, est tué.

### Controverses
Aucun historien n’a écrit de commentaire favorable sur l’action de Gálicz pendant la guerre civile espagnole.
En particulier, son ordre d’attaquer le cerro (colline) du Pingarrón pendant la bataille du Jarama a été jugé suicidaire et stupide et a entraîné des pertes énormes dans la XVe B.I. : plus du tiers des anglophones.
Il semble que Gálicz a voulu à tout prix remporter des lauriers en Espagne, sans tenir compte du fait que ses soldats étaient des citoyens américains, britanniques et canadiens, ayant familles et correspondants - et non les combattants anonymes et innombrables de la guerre civile russe. De plus, le caractère du « plus mystérieux et incompétent des officiers soviétiques » était imprévisible, et son incompétence évidente.
Herbert Matthews, reporter du New York Times, a décrit Gálicz comme « un Hongrois qui lutte pour l’Internationale communiste au lieu de lutter pour la République espagnole ». Selon Eby[Qui ?], Ernest Hemingway aurait dit que les conditions chez Gálicz étaient déplorables, et qu’il méritait d’être fusillé (voir infra le chapitre « Gal vu par Ernest Hemingway »).

## Fin
Fin 38, Staline, apparemment bien tenu au courant, entre autres par son envoyé spécial en Espagne Mikhaïl Koltsov, rappelle Gálicz à Moscou et le fait liquiderdans le cadre des Grandes Purges.

## Gal vu par Ernest Hemingway
Ernest Hemingway reprochait à Gal comme à son collègue Senko, Vladimir Ćopić, de sacrifier inutilement les combattants de la XVe brigade internationale (et en particulier les Américains du Lincoln Batallion et les Britanniques du British Battalion) en appliquant à la lettre la méthode russe de l'assaut massif dérivée des combats de la Première Guerre mondiale et de la guerre civile russe. De plus Hemingway pensait (et affirmait) que les Américains et Britanniques devaient avoir un chef d'origine anglo-saxonne et non hongroise ou croate.
Dans Pour qui sonne le glas, le héros, Robert Jordan, maquisard américain qui se bat aux côtés des Républicains espagnols, pense aux chefs soviétiques qu’il a rencontrés au Gaylord, leur hôtel de Madrid, et il ne cache pas son exécration pour Gal : "Et puis il y avait Gal, le Hongrois, qui aurait dû être fusillé si l’on ne croyait que la moitié de ce que l’on entendait sur lui au Gaylord. Même si l’on n’en croit que le dixième, d’ailleurs… "
Hemingway a décrit aussi dans Pour qui sonne le glas comment, lors des conseils de guerre de l’état-major des forces républicaines, Massart (André Marty), le commissaire politique tout puissant mais incompétent en matière stratégique, décidait quel était selon lui le point faible de l’ennemi et pointait du doigt, au hasard, sur la carte, la position à attaquer. Alors que le général Golz (Karol Świerczewski) protestait contre l’ordre inepte, "Gall et Copic, qui étaient des politiciens ambitieux, approuvaient chaque fois et, plus tard, des hommes qui n’avaient pas vu la carte, mais apprenaient par ouï-dire le numéro de la colline avant de quitter leur point de départ, et à qui on avait juste montré le terrain ou les tranchées qui s’y trouvaient, escaladaient encore une fois la pente pour y trouver leur mort, ou, encore une fois arrêtés par des mitrailleuses placées dans des bosquets d’oliviers, ils devaient renoncer à atteindre le sommet. Ou bien, sur d’autres fronts, les hommes grimpaient aisément, et cela ne servait absolument à rien.".